# Tataouine Sud
La delegació o mutamadiyya de Tataouine Sud (àrab: معتمدية تطاوين الجنوبية, muʿtamadiyyat Taṭāwīn al-Janūbiyya) és una delegació de Tunísia a la governació de Tataouine, formada per la part occidental de la ciutat de Tataouine i els territoris vers el nord, nord-oest i oest.
En aquesta delegació es troben diversos ksars: Ksar Mguelba, Ksar Ouled Debbab, Ksar Bouziri, Kasr Ayatt, Ksar Chatana i Ksar Nagassa. Té una població de 36.770 habitants al cens del 2004, però la majoria corresponen a la ciutat de Tataouine. Els únics nuclis de certa importància són Chenini i Douiret, a l'oest i lleugerament al sud-oest de la capital de la governació.

## Administració
Com a delegació o mutamadiyya, duu el codi geogràfic 53 52 (ISO 3166-2:TN-12) i està dividida en quinze sectors o imades:
- Tataouine Ville (53 52 51)
- Tataouine Superieure (53 52 52)
- El Maztouria Sud (53 52 53)
- El Maztouria Nord (53 52 54)
- Gharghar (53 52 55)
- Cité El Barr (53 52 56)
- Ksar El Moukabala (53 52 57)
- Nouvelle Chnini (53 52 58)
- Chenini (53 52 59)
- Eddouiret (53 52 60)
- El Mesreb (53 52 61)
- Erroghba (53 52 62)
- Ras El Ouedi (53 52 63)
- Bir Thalathine (53 52 64)
- Beni Barka - Tounket (53 52 65)

A nivell de municipalitats o baladiyyes, forma part de la municipalitat de Tataouine (codi geogràfic 53 11).